# Хорхе Даніель Ернандес
Хорхе Даніель Ернандес (ісп. Jorge Daniel Hernández, нар. 10 червня 1989, Сан-Луїс-Потосі) — мексиканський футболіст, півзахисник клубу «Пачука» та національної збірної Мексики.

## Клубна кар'єра
Ернандес почав кар'єру в клубі «Хагуарес Чіапас». 10 серпня 2008 року в матчі проти «Сан-Луїса» він дебютував у мексиканській Прімері. 7 березня 2010 року в поєдинку проти «Гвадалахари» Хорхе забив свій перший гол за «Чіапас».
Влітку 2012 року Ернандес перейшов у «Пачуку». 23 липня в матчі проти «Атланте» він дебютував за новий клуб. У 2016 році Хорхе став чемпіоном Мексики, а у 2017 році допоміг «Пачуці» виграти Лігу чемпіонів КОНКАКАФ. Наразі встиг відіграти за команду з Пачука-де-Сото 172 матчі в національному чемпіонаті.

## Виступи за збірні
2012 року залучався до складу молодіжної збірної Мексики, у складі якої того року виграв Турнір у Тулоні. На молодіжному рівні зіграв у 4 офіційних матчах.
2017 року дебютував в офіційних матчах у складі національної збірної Мексики. В тому ж році у складі збірної був учасником розіграшу Золотого кубка КОНКАКАФ 2017 року у США.
Наразі провів у формі головної команди країни 2 матчі.

## Досягнення
- Чемпіон Мексики: Клаусура 2016
- Переможець Ліги чемпіонів КОНКАКАФ: 2016/17